# Амфитеатр (Павловский парк)

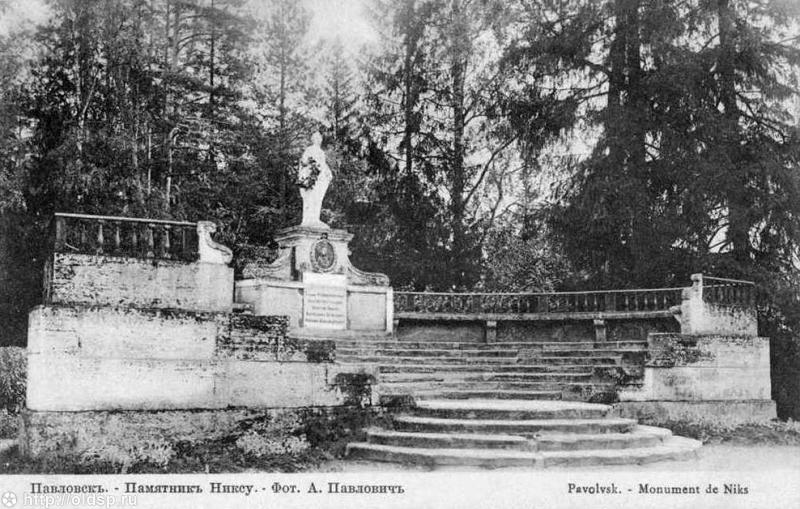
1900 год, статуя Цереры с памятником Никсе

Амфитеатр (Памятник Никсе) — памятник архитектуры. Расположен в Павловске, в Павловском парке, в Старой Сильвии, ниже Висконтиева моста на обоих берегах реки Славянки.
Амфитеатр — остатки театра под открытым небом, построенного по проекту В. Бренны. Каменный амфитеатр с деревянной скамьёй был построен в 1792—1793 годах, работами по камню руководил И. Минчаки, скамью исполнил Ф. Окорчев.
На правом берегу река сужена искусственной насыпью, подходящим почти к воде верхним плато с правильными очертаниями. На выступе стоит амфитеатр с деревянной балюстрадой. В центре полукруга на пьедестале была установлена копия античной статуи, выполненная неизвестным автором. Хотя в Постановлении Правительства РФ № 527 от 10.07.2001 объект указан как «„Амфитеатр“ со статуей „Флора“», согласно Е. В. Королеву в нём стояла статуя Цереры, предположительно выполненная (с внесением ряда изменений в облик) в середине XVIII века по мотивам найденной в 1744 году скульптуры с виллы Адриана. Оригинальная статуя была признана Флорой по венку из цветов в волосах, при реставрации в левую руку статуи вложили букет цветов, но павловская статуя по описи 1840 года, где она уже названа Флорой, держит в руке колосья; описание колосьев присутствует и в описи 1920 года, что позволяет определить статую как Цереру. При реставрации 1965—1967 годов Церере вложили в руку цветы по аналогии с бронзовой статуей Флоры из Старой Сильвии. Ряд исследователей продолжает считать статую статуей Флоры.
Левый берег спускается к воде, он оформлен как терраса, окружённая подстриженным кустарником; эта терраса выполнена как открытая сцена с несколькими планами и кулисами из зелени.
В театре давали спектакли по билетам с эффектами и фейерверками. Рядом у реки был сооружён фонтан и, чуть поодаль, за Берёзовой аллеей — Фонтанный пруд для его питания. Фонтан существовал всего несколько лет, название пруда сохранилось, спектакли также вскоре перестали ставиться на этой сцене. Без использования театра формы террас стали нечёткими, разрушились лестницы, выросли незапланированные деревья; полукруглая скамья получила самостоятельное название Бельведер.
Амфитеатр был любимым местом цесаревича Николая Александровича. В 1865 году, после раннего его ухода из жизни, на пьедестале Цереры был поставлен укреплён его портрет и две мраморные мемориальные доски: «Возлюбленному и незабвенному племяннику и другу нашему Никсе» и «Помяни его Господи во Царствии Твоем в память его Императорскому Высочеству Государю Наследнику Цесаревичу Николаю Александровичу». 29 марта 1920 года статуя была разбита, мемориал был разобран и помещён в Павловский дворец-музей.
Во время оккупации Павловска захватчики разобрали часть амфитеатра на материалы для укреплений. В 1950-е годы в Амфитеатре временно стояла статуя «Весталка». В 1967 году постройка и статуя Флоры (Цереры) были восстановлены. В 1970 году статуя была снова разбита на три части с утратой кистей рук, заменена слепком из белого цемента работы Л. И. Дубровского, отреставрирована в 1978 году (как и в прошлый раз, В. И. Солдатовой) и помещена в фонды. В 1985 году в Амфитеатре была установлена копия «Флоры» из белого цемента с мраморной крошкой.
Не позднее 1988 года отмечалось, что щит и меч (sic) статуи утрачены, скамья также нуждается в реставрации.
Амфитеатр с утраченной статуей (по другим источникам, статуя экспонируется в Галерее Гонзаго) планируется отреставрировать в 2024 году.